# Camionete

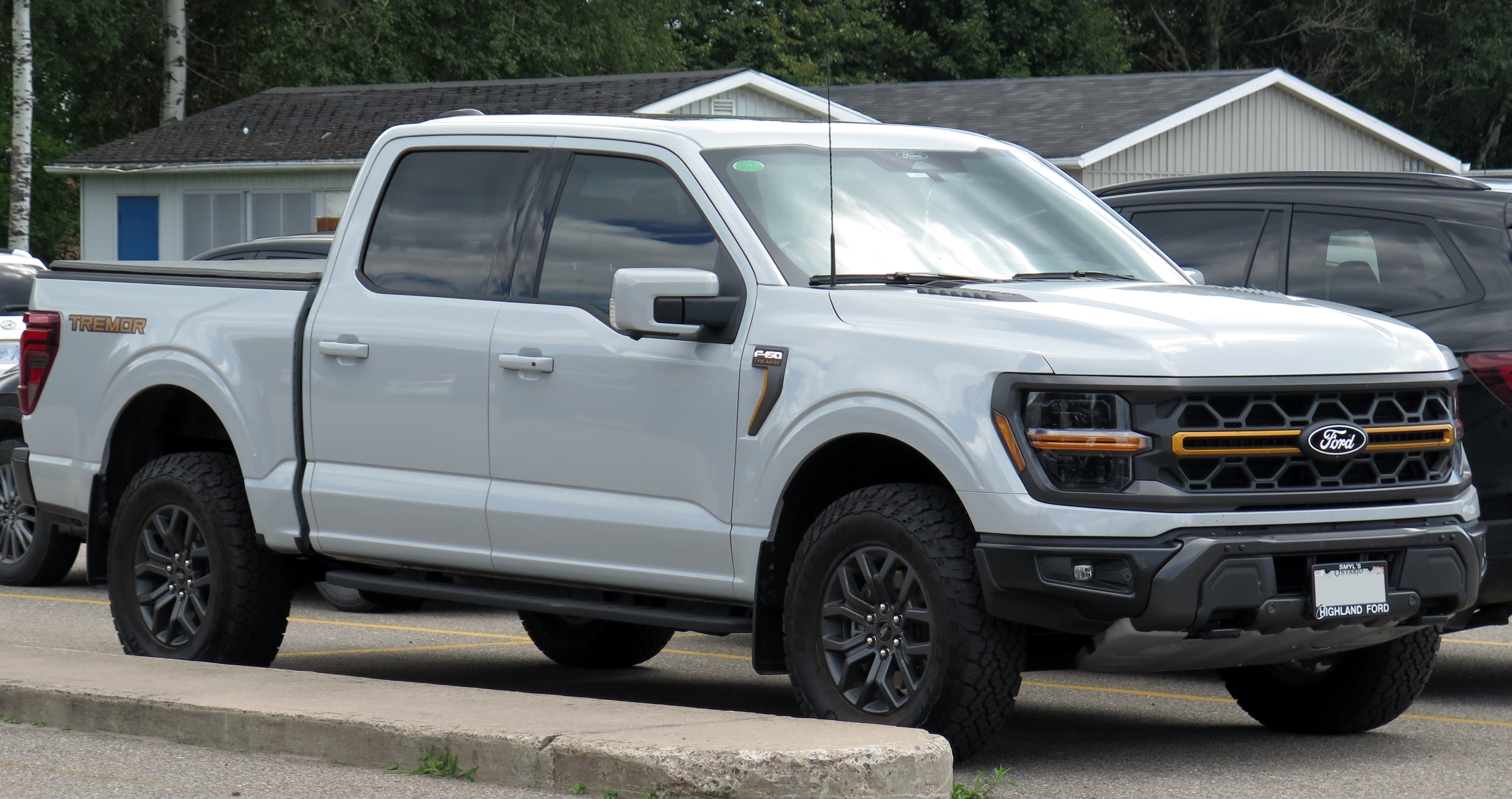
Ford F-150

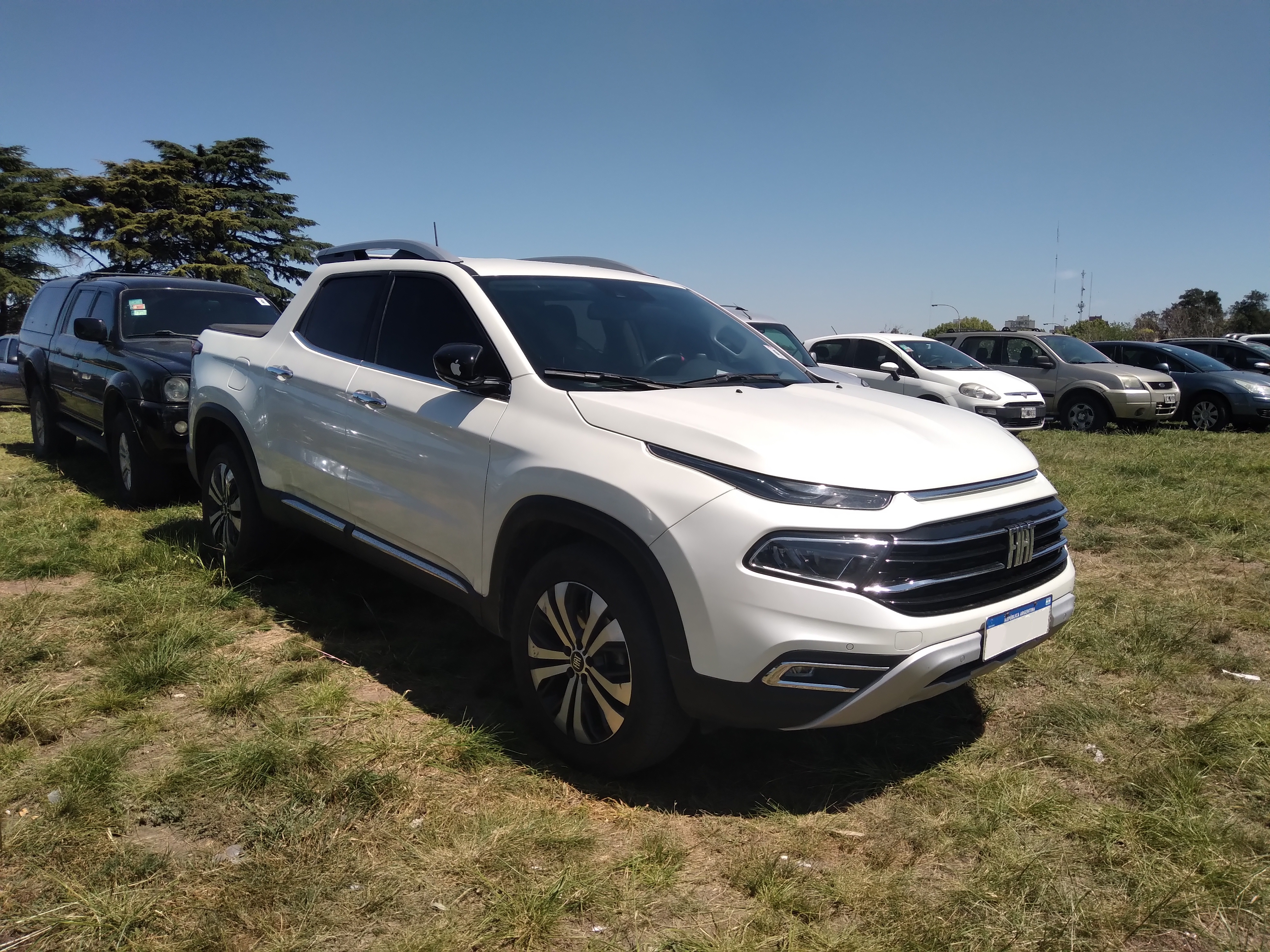
Fiat Toro, uma caminhonete muito comum nas ruas brasileiras.

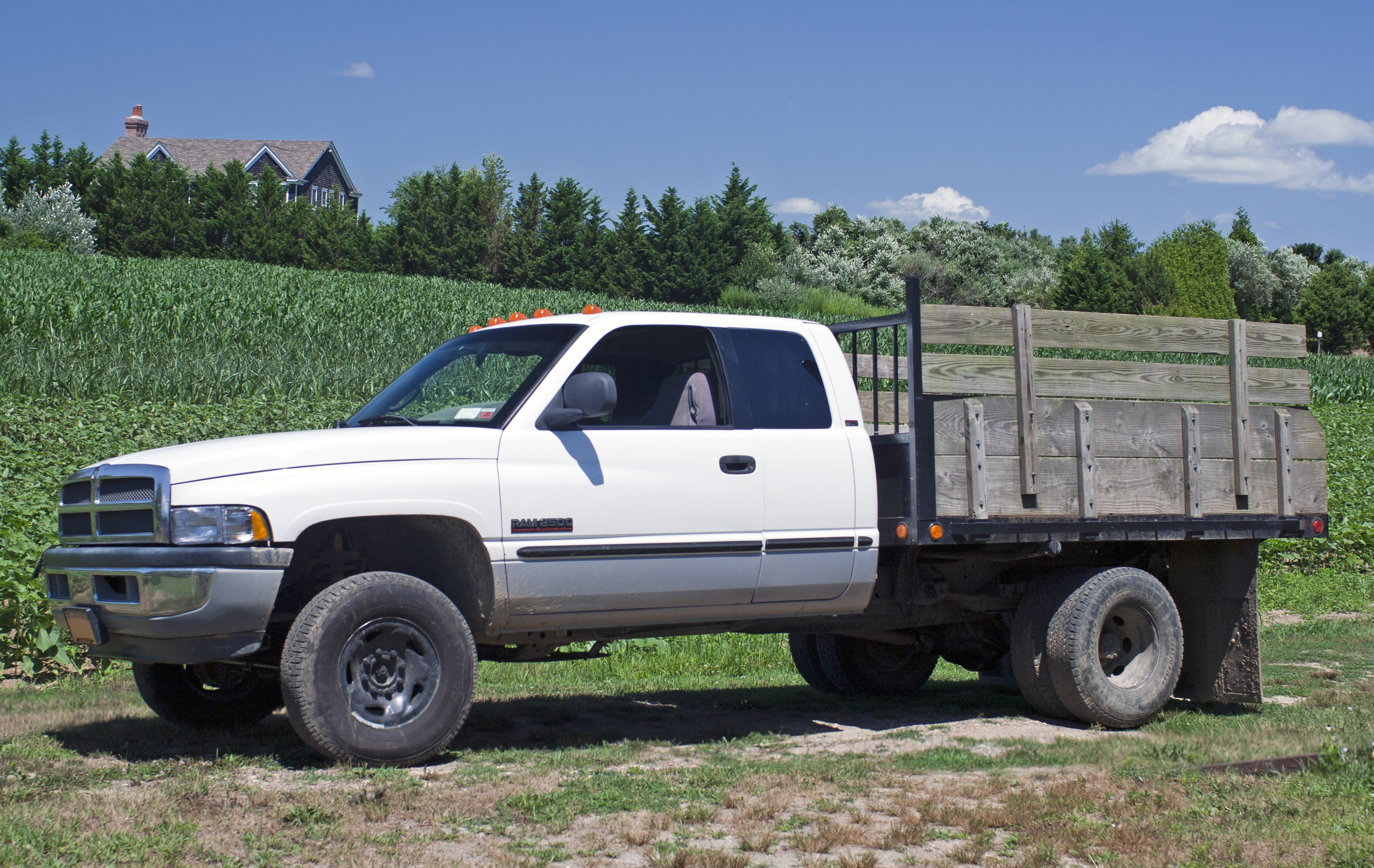
Carrinha de caixa aberta em utilização numa exploração agrícola.

Camionete ou caminhonete, também referidos como picape (português brasileiro) ou carrinha de caixa aberta (português europeu) (do inglês pick-up), é um tipo de veículo automotor destinado a carga, com peso bruto total não superior a 3 500kg, que possui a parte superior traseira aberta, quase sempre separada da cabine. Segundo o Código de Trânsito Brasileiro, significa: veículo de carga, pequeno caminhão, pois passageiros e cargas são transportados em compartimentos separados.
Devido ser destinado a carga, a parte traseira deste tipo de veículo está quase sempre separada da cabine, permitindo assim a flexão do chassi ao transportar ou puxar cargas pesadas.
Vários veículos norte-americanos, Chevrolet El Camino, Ford Ranchero, Dodge Rampage, Honda Ridgeline e Subaru Baja têm caçambas, mas tecnicamente não são caminhões. Caminhões têm tipicamente um chassi tubular de ferro ou canal com uma cabine completamente flutuante e seção de carga separado para permitir a flexão do chassi e evitar deformação da chapa. Uma combinação dos dois estilos, cabine e compartimento do motor monocoque soldada a seção traseira do chassi é oferecido na Austrália. É conhecido como o 'tonner' porque ele está classificado para transportar cerca de 250 kg (551 lb) mais do que todos os estilos monocoque.
Os detalhes do projeto desses veículos variam significativamente, e nacionalidades diferentes parecem se especializar em diferentes estilos e tamanhos de veículos. Por exemplo, as picapes norte-americanas vêm em tamanho original (veículos grandes, pesados, muitas vezes V8 ou motores de seis cilindros), de tamanho médio e compacto (caminhões menores geralmente equipados com motores de 4 cilindros em linha).
No Brasil existem também as pick-ups leves, leves como Fiat Strada, Volkswagen Saveiro, Peugeot Hoggar, Ford Courier, Ford Pampa, Chevrolet Montana. 

## História

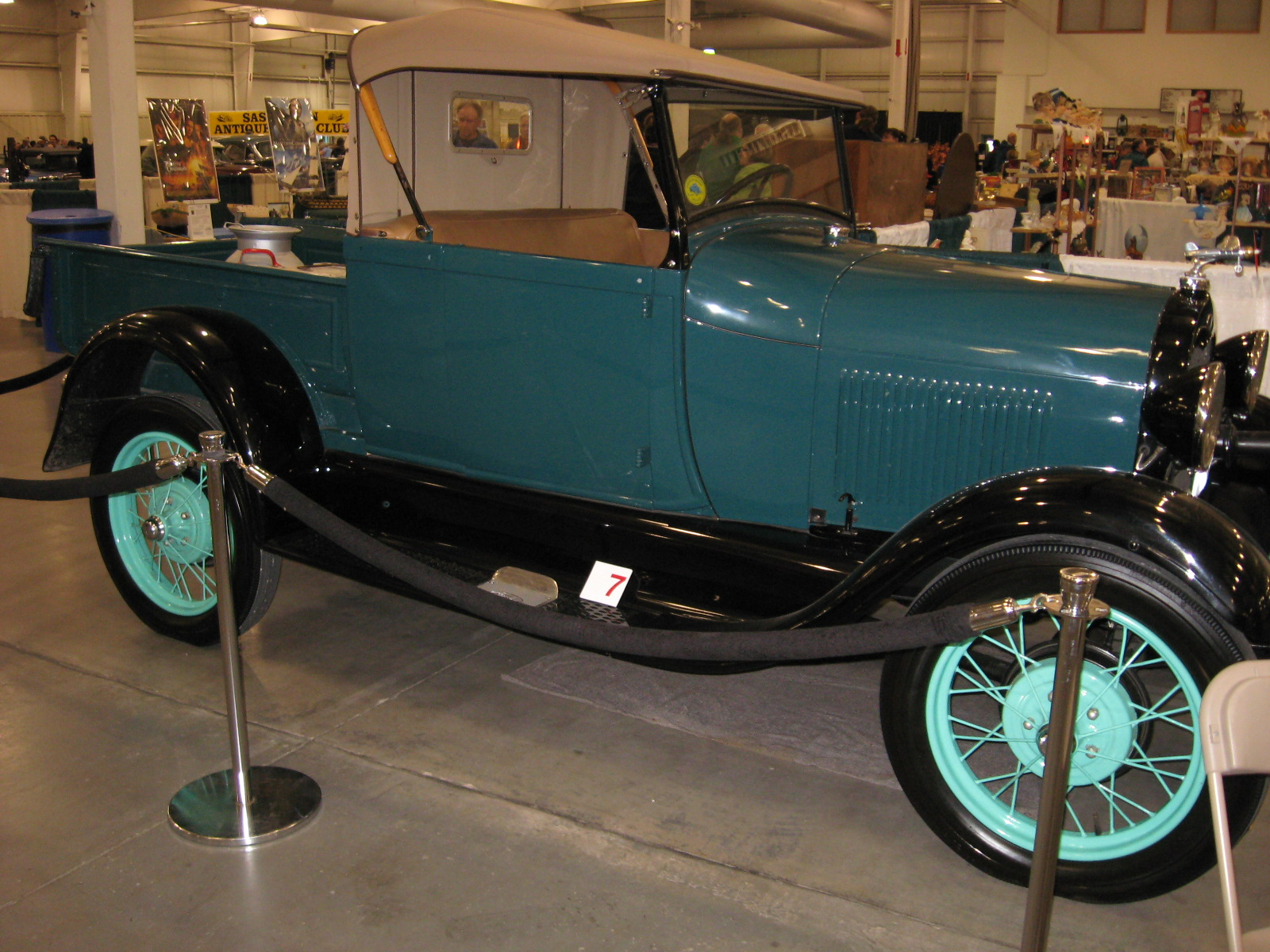
Uma carrinha estradeira Ford 1928.

A primeira carrinha de caixa aberta a ser fabricada foi baseada no carro Ford Model T, com a traseira modificada. Ele estreou em 1925 e vendido por 281 dólares. Os 34.000 fabricados no primeiro ano apresentava uma caixa de carga traseira regulável.
Em 1928, o Modelo A substituiu o Modelo T, introduzindo a carrinha com cabine fechada. Ele ostentou inovações como um para-brisa de vidro de segurança, janelas roll-up-side e de transmissão de três velocidades. Era alimentado por um motor L quatro cilindros com quarenta cavalos (30 kW).
Em 1932, com 65 cavalos de potência (48 kW) Ford Flathead V8 foi oferecido como uma opção no caminhão.[carece de fontes?]
Em 1934, um veículo foi lançado na Austrália, conhecido como "ute". Foi desenhado por Lewis Bandt da Ford Austrália.